# Politika
Politika (griechisch Πολιτικά (n. pl.)) ist ein Dorf und eine Ortschaft im Gemeindebezirk Messapia der Gemeinde Dirfys-Messapia auf der griechischen Insel Euböa. Politika zählt etwa 1.600 Einwohner. Es ist 20 km westlich der Inselhauptstadt Chalkida gelegen. Der Ort verfügt über zwei Zentren. Die "Altstadt" im Norden der Ortschaft und das im Süden an der Küste des Euböischen Golfes gelegene Paralia Politikon.

## Wirtschaft
Die Einwohner von Politika sind unter anderem in der Landwirtschaft und im Tourismussektor tätig. Des Weiteren gehören die Unternehmen Evia Gas (Gaskartuschenhersteller), Paliroia AE (Produktion von Fertiggerichten) und Soya Hellas (Soja-Verarbeitungsbetrieb) zum Gemeindegebiet. Soja Hellas und Paliroia AE gehören zu den Marktführern ihrer Branche in Griechenland. In der Vergangenheit haben Greenpeace – Aktivisten mehrmals die Anlegeplätze der Schiffe bei Soja Hellas besetzt, um gegen genmanipulierte Lebensmittel zu protestieren.
Das Unternehmen LARKO Mining Industries bedient sich auch der Anlegestellen am Kap von Politika um Erz, welches auf Förderbändern über eine Strecke von 20 Kilometern transportiert wird, auf Schiffe zu verlagern. Die Industriezone liegt ca. 7 Kilometer östlich vom Zentrum von Politika.

## Sehenswürdigkeiten, Tourismus
Im Zentrum der Altstadt steht ein alter venezianischer Beobachtungsturm aus dem 13. Jahrhundert. Der Turm ist noch gut erhalten, allerdings nicht für Besucher geöffnet.
Zwei Kilometer nördlich der Ortschaft befindet sich das Nonnenkloster der Panagia Perivleptos (griech.: "Die umsichtige Mutter Gottes") Das Kloster ist auch für Besucher geöffnet. Am 15. August an Maria Himmelfahrt findet ein traditionelles Fest statt. Weitere Kirchen in der Ortschaft sind auch ganzjährig für Besucher geöffnet (Agia Paraskevi, im Ortszentrum – Agios Dimitrios bei Tria Kyparissia – Agios Helias im Nordwesten der Ortschaft an der Straße nach Nerotrivia)
Im Frühjahr und Sommer wächst die Zahl der Einwohner auf über 5.000 an, da viele Athener und Ausländer über Ferienhäuser und Wohnungen in Politika verfügen, die sie zu dieser Zeit bewohnen.
Am ca. 1 Kilometer langen Kiesstrand der Ortschaft gibt es ein Hotel nach mitteleuropäischen Standards und viele kleinere Bungalowanlagen. Des Weiteren besteht die Möglichkeit zum Camping und es sind Stellplätze für Wohnwagen vorhanden.
Politika befindet sich ca. 30 Kilometer vom Wallfahrtsort Prokopi und nur 7 Kilometer von den langen Sandstränden von Daphni entfernt. Eine Buslinie verkehrt täglich mehrmals zwischen der Inselhauptstadt Chalkida und der Altstadt von Politika.

## Geschichte
Die Gegend um Politika war geschichtlich belegt schon seit der Jungsteinzeit besiedelt. Menschliche Überreste an der Stelle Pigadia zeugen davon. In der Antike war das Gebiet nicht besiedelt. Es gehörte zum Einflussbereich des Stadtstaates Chalkis. Erste Besiedlungsspuren in der Neuzeit finden sich im seit dem 8. Jahrhundert nach Christus. Politika war venezianischer Beobachtungsposten und geriet im 15. Jahrhundert wie der Rest der Insel Euböa unter türkische Herrschaft. Bei der griechischen Staatsgründung 1830 gehörte Politika als Teil der Insel Euböa (Évia) zum Gründungsterritorium des Königreichs Griechenland.